# 苦苣苔属
苦苣苔屬（学名：Conandron）是苦苣苔科下的一個屬，為草本植物。該屬僅有1種，分布於日本、中國東部以及台灣。

## 下属物种
本属包括以下物种：
- 苦苣苔 Conandron ramondioides Siebold & Zucc.